# Pascal Grosbois
Pascal Grosbois, né le 14 avril 1963 à Segré, est un footballeur français reconverti entraîneur. Il évoluait au poste de milieu de terrain. Il est actuellement entraîneur-adjoint au Paris FC.

## Biographie
En 1977, alors joueur de l'US Marans, il est finaliste national du concours du jeune footballeur. En 1983 il rejoint Angers SCO, sous contrat stagiaire.
Il devient footballeur de haut niveau et compte plus de 300 matches chez les pros de 1983 à 1995. Il évolua une seule saison en Division 1, c'était avec Laval en 1988-1989.
Il obtient son diplôme d'entraîneur de football (DEF) en 1998. Reconverti en tant qu’entraîneur de football, sa nouvelle carrière va le faire voyager notamment pour prendre en main les sélections réunionnaise et qatarie des moins de 17 ans, être recruteur pour le Stade rennais ou encore entraîner une équipe de D2 à Dubaï.
En 2005 il fait partie de la quatrième promotion du DU Manager général de club professionnel du CDES de Limoges. Il en est diplômé en 2007. En 2006 il encadre le stage estival de l'UNFP destiné aux joueurs et entraîneurs sans contrat. En 2006-2007 il participe à « Dix mois vers l'emploi », programme développé par l'UNECATEF à destination des entraîneurs sans club.
Pour la saison 2013-2014, il devient manager sportif du FC Chartres dont l'équipe fanion évolue en CFA2.

## Statistiques
- Division 1 : 28 matchs, 2 buts
- Division 2 : 276 matchs, 37 buts
- Coupe de France : 13 matchs, 3 buts
- Coupe de la Ligue : 1 match